# Pöytyä
Pöytyä [ˈpœy̯tyæ] (schwedisch Pöytis) ist eine Gemeinde im Südwesten Finnlands mit 8154 Einwohnern (Stand 31. Dezember 2022).
Pöytyä liegt in der Landschaft Varsinais-Suomi 44 Kilometer nordöstlich von Turku. Das Gemeindegebiet hat eine Fläche von 773,8 Quadratkilometern (davon 23,7 Quadratkilometer Binnengewässer). Pöytyä liegt am Oberlauf des Aurajoki-Flusses. Durch den Westteil der Gemeinde fließt der Yläneenjoki, welcher in den Pyhäjärvi-See mündet. Pöytyä hat drei Siedlungszentren (taajama): Kyrö, Riihikoski und Yläne.
Pöytyä wurde 1319 erstmals urkundlich erwähnt. 2005 wurde die Gemeinde Karinainen eingemeindet, 2009 folgte die Eingemeindung von Yläne.

## Söhne und Töchter der Gemeinde
- Jalmari Eskola (1886–1958), Geländeläufer, Olympiateilnehmer 1912
- Johanna Matintalo (* 1996), Skilangläuferin